# Лет (село)

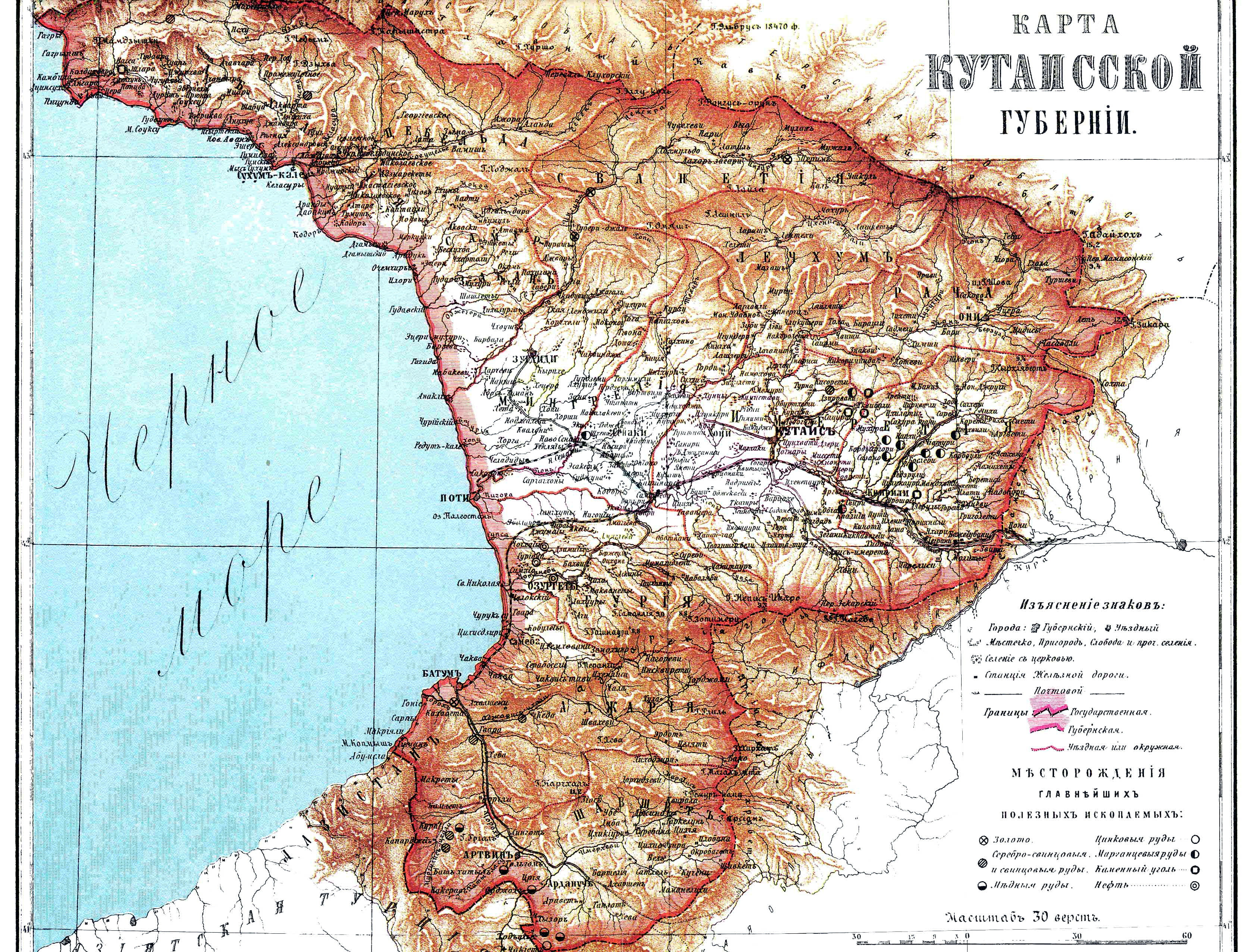
Село на карте Российской империи

Лет (осет. Лет) — опустевшее село на севере Дзауского района Южной Осетии.
В селе в реку Джочиара впадает река Леткомдон — так образуется река Джоджора. Лет являлось самым северным населённым пунктом в ущелье.
Ниже по течению расположено село Кевсельта численностью на 1987 год в 80 человек.
К бывшему селу ведёт грунтовая дорога.
На данный момент (2010 год) село заброшено; ни одного целого дома нет.
При Российской империи входило в уезд Рача Кутаисской губернии. Позднее, с образованием в 1922 году Юго-Осетинской автономной области, стало входить в район Кударо.

## Топографические карты
Лист карты K-38-52 Джава. Масштаб: 1 : 100 000. Состояние местности на 1987 год. Издание 1989 г.